# Pavao Mašić
Pavao Mašić (Šibenik, 1980.) hrvatski je čembalist i orguljaš. 

## Životopis

### Obrazovanje
Pavao Mašić rođen je u Šibeniku 1980. godine. Na Muzičkoj akademiji u Zagrebu diplomirao je više studija: čembalo u razredu Višnje Mažuran, orgulje u razredu Marija Penzara, te studij glazbenoteoretskih disciplina.
Orgulje je magistrirao u okviru poslijediplomskog solističkog studija (diplôme de soliste) na Haute École de Musique u Lausanni u razredu Kei Koito, gdje se s posebnim naglaskom bavio interpretacijom glazbe renesanse i baroka na povijesnim instrumentima. S izvrsnim uspjehom također zaključuje poslijediplomski studij čembala i srodnih instrumenata s tipkama u razredu dr. Roberta Hilla, te Michaela Behringera (basso continuo) pri Musikhochschule (Institut für Historische Aufführungspraxis) – Freiburg im Breisgau. 
Kontinuirano se nastavlja usavršavati radeći s nekima od najistaknutijih čembalista današnjice kao što su Pierre Hantai, Christophe Rousset i Skip Sempé pod čijim se vodstvom posvećuje repertoaru skladbi J. S. Bacha i francuskih baroknih skladatelja. Bob van Asperen, Ton Koopman, Laurence Cummings, Anđelko Klobučar, Daniel Roth, Luigi Ferdinando Tagliavini, Christoph Bossert, Katherine Bine Bryndorf tek su neki od renomiranih umjetnika pod čijim se vodstvom usavršavao u okviru mnogobrojnih međunarodnih majstorskih tečajeva posvećenih interpretaciji glazbe za čembalo i orgulje.

### Umjetnička djelatnost
Kao solist i komorni glazbenik redovito koncertira na renomiranim glazbenim festivalima u Hrvatskoj i inozemstvu (Italija, Španjolska, Portugal, Njemačka, Švicarska, Rusija, Češka). Kao solist nastupao je uz Hrvatski barokni ansambl, Barokni ansambl La Risonanza, Varaždinski komorni orkestar,  Simfonijski puhački orkestar Hrvatske vojske i Zagrebačku filharmoniju (uz koju je 2006. praizveo Carillon, koncert za orgulje i orkestar Ante Knešaureka, skladatelja mlađe generacije), a povremeno surađuje i s raznim solistima i ansamblima poput Zagrebačkih solista, Hrvatskog baroknog ansambla, Simfonijskog orkestra Hrvatske radio-televizije, Komornog orkestra Münchenske filharmonije, Komornog orkestra stipendista Berlinske filharmonije, Slovenske filharmonije. 
Od 1999. godine glavni je orguljaš Crkve sv. Marka u Zagrebu gdje surađuje s Oratorijskim zborom Cantores Sancti Marci, nastavljajući tako dugu tradiciju koju ova povijesna crkva bilježi još od 14. stoljeća (prvi dokumentirani spomen orguljaša, ujedno i najraniji u čitavoj Hrvatskoj, datira iz 1359. g.). Docent je na Muzičkoj akademiji u Zagrebu gdje predaje čembalo i basso continuo. Trenutačno je njegova umjetnička aktivnost usmjerena na orguljski opus J. S. Bacha, kojeg zajedno s orguljašem Antom Knešaurekom izvodi tijekom 17 koncerata na orguljama Bazilike Srca Isusova u Zagrebu. Oni su 2010. g. zajednički pokrenuli projekt integralne izvedbe sabranih djela za orgulje Johanna Sebastiana Bacha, ujedno i prve sustavne i cjelovite izvedbe kompletnog Bachova orguljaškog opusa u Hrvatskoj.

### Nagrade
Nositelj je prvih nagrada s međunarodnih natjecanja Grand Prix Bach de Lausanne (Švicarska, 2006.) i Andrea Antico da Montona (Hrvatska, 2006.), Rektorove nagrade za akademsku godinu 2004./2005., te Nagrade Ivo Vuljević za najuspješnijeg mladog glazbenika u 2006. g. prema izboru Hrvatske glazbene mladeži. Godine 2009. bio je laureat na međunarodnom natjecanju 1. Concurso internacional CAI – Jóvenes Intérpretes de Organo održanom u Zaragozi (Španjolska), a u 2010. primio je i Godišnju nagradu Društva sveučilišnih nastavnika i drugih znanstvenika u Zagrebu.  Osobito uspješnu 2010. godinu ovjenčale su sve tri nagrade koje istaknutim umjetnicima dodjeljuju Varaždinske barokne večeri. Iako tek debitant na tom renomiranom hrvatskom festivalu, u okviru jubilarnih 40. Varaždinskih baroknih večeri primio je Pavao Mašić Nagradu Ivan Lukačić za koncert na čembalu s ansamblom Symblema (s violinistom Bojanom Čičićem i gambisticom Nikom Zlatarić), Nagradu Jurica Murai za solistički orguljaški recital kao najbolju interpretaciju na 40. Varaždinskim baroknim večerima, te Vjesnikovu nagradu Kantor za najbolju interpretaciju skladbi J. S. Bacha.

### Nosači zvuka
U lipnju 2011. hrvatska diskografska kuća Croatia Records objavila je Mašićev prvi solistički album pod nazivom 1685  s izborom skladbi za čembalo Johanna Sebastiana Bacha, Georgea Frederica Handela i Domenica Scarlattija.
Na ovom je albumu svirao na replici čembala kojeg je napravio američki graditelj Keith Hill 2008. godine, a prema instrumentu Pascala Taskina iz 1769. godine. Glazbeni je album sniman u crkvi sv. Marka u Zagrebu od 26. travnja do 5. svibnja 2011. godine.